# Liste von Vulkanen in Russland
Dies ist eine Liste von Vulkanen in Russland, die während des Quartärs mindestens einmal aktiv waren.
| Bild | Name kyrillische Schreibweise                           | Vulkantyp                  | Höhe [m]  | Föderationssubjekt                | Insel/Halbinsel, Inselgruppe        | Koordinaten                   | Letzter Ausbruch          |
| ---- | ------------------------------------------------------- | -------------------------- | --------- | --------------------------------- | ----------------------------------- | ----------------------------- | ------------------------- |
|      | Akademija Nauk Академия Наук                            | Schichtvulkan              | 1180      | Region Kamtschatka                | Kamtschatka                         | 53° 59′ 00″ N, 159° 27′ 00″ O | 1996                      |
|      | Achtang Ахтанг                                          | Schildvulkan               | 1956      | Region Kamtschatka                | Kamtschatka                         | 55° 26′ 00″ N, 158° 39′ 00″ O | unbekannt                 |
|      | Alnei-Tschaschakondscha Алней-Чашаконджа                | Schichtvulkan              | 2598      | Region Kamtschatka                | Kamtschatka                         | 56° 42′ 00″ N, 159° 39′ 00″ O | ca. 1600                  |
|      | Alngei Алнгей                                           | Schichtvulkan              | 1853      | Region Kamtschatka                | Kamtschatka                         | 57° 42′ 00″ N, 160° 24′ 00″ O | unbekannt                 |
|      | Anaun Анаун                                             | Schichtvulkan              | 1828      | Region Kamtschatka                | Kamtschatka                         | 56° 19′ 00″ N, 158° 50′ 00″ O | unbekannt                 |
|      | Assatscha Асача                                         |                            | 1910      | Region Kamtschatka                | Kamtschatka                         | 52° 21′ 18″ N, 157° 49′ 36″ O | unbekannt                 |
|      | Awatschinskaja Sopka Авачинская сопка                   | Schichtvulkan              | 2741      | Region Kamtschatka                | Kamtschatka                         | 53° 15′ 18″ N, 158° 49′ 48″ O | 2001                      |
|      | Bakening Бакенинг                                       | Schichtvulkan              | 2278      | Region Kamtschatka                | Kamtschatka                         | 53° 54′ 18″ N, 158° 04′ 00″ O | 550 v. Chr.               |
|      | Barchatnaja Sopka Бархатная сопка                       | Lavadom                    | 870       | Region Kamtschatka                | Kamtschatka                         | 52° 49′ 24″ N, 158° 16′ 00″ O | 3550 v. Chr.              |
|      | Belenkaja Беленькая                                     | Schichtvulkan              | 892       | Region Kamtschatka                | Kamtschatka                         | 51° 45′ 00″ N, 157° 16′ 00″ O | unbekannt                 |
|      | Bely Белый                                              | Schildvulkan               | 2080      | Region Kamtschatka                | Kamtschatka                         | 57° 53′ 00″ N, 160° 32′ 00″ O | unbekannt                 |
|      | Besymjanny Безымянный                                   | Schichtvulkan              | 2882      | Region Kamtschatka                | Kamtschatka                         | 55° 58′ 42″ N, 160° 35′ 12″ O | 2010                      |
|      | Blisnez Близнец                                         | Schichtvulkan              | 1244      | Region Kamtschatka                | Kamtschatka                         | 56° 58′ 00″ N, 159° 47′ 00″ O | unbekannt                 |
|      | Blisnezy Близнецы                                       | Lavafeld                   | 2650      | Region Kamtschatka                | Kamtschatka                         | 57° 21′ 00″ N, 161° 22′ 00″ O | 1060 v. Chr. ± 40 Jahre   |
|      | Bolsche-Bannaja Болше-Банная                            | Lavadom                    | 1200      | Region Kamtschatka                | Kamtschatka                         | 52° 54′ 00″ N, 157° 47′ 00″ O | unbekannt                 |
|      | Bolschoi Pajalpan Большой Паялпан                       | Schildvulkan               | 1906      | Region Kamtschatka                | Kamtschatka                         | 55° 53′ 00″ N, 157° 47′ 00″ O | unbekannt                 |
|      | Bolschoi Semjatschik Большой Семячик                    | Schichtvulkan              | 1720      | Region Kamtschatka                | Kamtschatka                         | 54° 19′ 00″ N, 160° 01′ 00″ O | 4450 v. Chr.              |
|      | Bolschoi-Kekuknaiski Большой-Кекукнайский               | Schildvulkan               | 1401      | Region Kamtschatka                | Kamtschatka                         | 56° 28′ 00″ N, 157° 48′ 00″ O | 5310 v. Chr. ± 100 Jahre  |
|      | Changar Хангар                                          | Schichtvulkan              | 2000      | Region Kamtschatka                | Kamtschatka                         | 54° 45′ 00″ N, 157° 23′ 00″ O | 1500 ± 40 Jahre           |
|      | Chodutka Ходутка                                        | Schichtvulkan              | 2090      | Region Kamtschatka                | Kamtschatka                         | 52° 03′ 45″ N, 157° 42′ 12″ O | 300 v. Chr. ± 300 Jahre   |
|      | Diki Greben Дикий гребень                               | Lavadom                    | 1070      | Region Kamtschatka                | Kamtschatka                         | 51° 27′ 00″ N, 156° 58′ 00″ O | 350 n. Chr. ± 300 Jahre   |
|      | Dsensurski Дзензурский                                  | Schichtvulkan              | 2285      | Region Kamtschatka                | Kamtschatka                         | 53° 38′ 12″ N, 158° 55′ 18″ O | unbekannt                 |
|      | Eggella Эггелла                                         | Schildvulkan               | 1046      | Region Kamtschatka                | Kamtschatka                         | 56° 34′ 00″ N, 158° 31′ 00″ O | unbekannt                 |
|      | Fedotytsch Федотыч                                      | Schildvulkan               | 965       | Region Kamtschatka                | Kamtschatka                         | 57° 08′ 00″ N, 160° 24′ 00″ O | unbekannt                 |
|      | Gamtschen Гамчен                                        |                            | 2576      | Region Kamtschatka                | Kamtschatka                         | 54° 58′ 24″ N, 160° 42′ 06″ O | ca. 550 v. Chr.           |
|      | Geodesistow Геодезистов                                 | Schildvulkan               | 1170      | Region Kamtschatka                | Kamtschatka                         | 56° 20′ 00″ N, 158° 40′ 00″ O | unbekannt                 |
|      | Golaja Голая                                            | Schichtvulkan              | 858       | Region Kamtschatka                | Kamtschatka                         | 52° 15′ 45″ N, 157° 47′ 12″ O | unbekannt                 |
|      | Gorely Горелый                                          | Caldera                    | 1829      | Region Kamtschatka                | Kamtschatka                         | 52° 33′ 30″ N, 158° 02′ 00″ O | 1986                      |
|      | Gorny Institut Горный Институт                          | Schichtvulkan              | 2125      | Region Kamtschatka                | Kamtschatka                         | 57° 20′ 00″ N, 160° 12′ 00″ O | ca. 1250                  |
|      | Itschinskaja Sopka Ичинская сопка                       | Schichtvulkan              | 3621      | Region Kamtschatka                | Kamtschatka                         | 55° 41′ 00″ N, 157° 44′ 00″ O | 1740                      |
|      | Iettunup Иэттунуп                                       | Schildvulkan               | 1340      | Region Kamtschatka                | Kamtschatka                         | 58° 24′ 00″ N, 161° 05′ 00″ O | unbekannt                 |
|      | Iktunup Иктунуп                                         | Schildvulkan               | 2300      | Region Kamtschatka                | Kamtschatka                         | 58° 05′ 00″ N, 160° 46′ 00″ O | unbekannt                 |
|      | Iljinskaja Sopka Ильинская сопка                        | Schichtvulkan              | 1578      | Region Kamtschatka                | Kamtschatka                         | 51° 29′ 24″ N, 157° 12′ 00″ O | 1901                      |
|      | Jawinski Явинский                                       | Schichtvulkan              | 705       | Region Kamtschatka                | Kamtschatka                         | 51° 34′ 00″ N, 156° 36′ 00″ O | ca. 4050 v. Chr.          |
|      | Jelowski Еловский                                       | Schildvulkan               | 1381      | Region Kamtschatka                | Kamtschatka                         | 57° 33′ 00″ N, 160° 32′ 00″ O | 7550 v. Chr. ± 500 Jahre  |
|      | Kailenei Кайленэй                                       | Schildvulkan               | 1582      | Region Kamtschatka                | Kamtschatka                         | 57° 48′ 00″ N, 160° 40′ 00″ O | unbekannt                 |
|      | Kambalny Камбальный                                     | Schichtvulkan              | 2156      | Region Kamtschatka                | Kamtschatka                         | 51° 18′ 21″ N, 156° 52′ 33″ O | ca. 1350                  |
|      | Kamen Камень                                            | Schichtvulkan              | 4579      | Region Kamtschatka                | Kamtschatka                         | 56° 01′ 00″ N, 160° 35′ 36″ O | unbekannt                 |
|      | Karymski Карымский                                      | Schichtvulkan              | 1536      | Region Kamtschatka                | Kamtschatka                         | 54° 03′ 00″ N, 159° 27′ 00″ O | 2010                      |
|      | Kebenei Кэбеней                                         | Schildvulkan               | 1527      | Region Kamtschatka                | Kamtschatka                         | 57° 06′ 00″ N, 159° 56′ 00″ O | unbekannt                 |
|      | Kekurny Кекурный                                        | Schildvulkan               | 1377      | Region Kamtschatka                | Kamtschatka                         | 56° 24′ 00″ N, 158° 51′ 00″ O | unbekannt                 |
|      | Kell Келль                                              | Schichtvulkan              | 900       | Region Kamtschatka                | Kamtschatka                         | 51° 39′ 00″ N, 157° 21′ 00″ O | unbekannt                 |
|      | Kichpinytsch Кихпиныч                                   | Schichtvulkan              | 1552      | Region Kamtschatka                | Kamtschatka                         | 54° 29′ 12″ N, 160° 15′ 12″ O | ca. 1550                  |
|      | Kinenin Киненин                                         | Maar                       | 583       | Region Kamtschatka                | Kamtschatka                         | 57° 21′ 00″ N, 160° 58′ 00″ O | 850 n. Chr. ± 50 Jahre    |
|      | Kisimen Кизимен                                         | Schichtvulkan              | 2376      | Region Kamtschatka                | Kamtschatka                         | 55° 07′ 48″ N, 160° 19′ 00″ O | 2013                      |
|      | Kljutschewskaja Sopka Ключевская Сопка                  | Schichtvulkan              | 4835      | Region Kamtschatka                | Kamtschatka                         | 56° 03′ 24″ N, 160° 38′ 18″ O | 2010                      |
|      | Komarow Комаров                                         | Schichtvulkan              | 2070      | Region Kamtschatka                | Kamtschatka                         | 55° 01′ 54″ N, 160° 43′ 12″ O | 950 n. Chr.               |
|      | Korjakskaja Sopka Корякская сопка                       | Schichtvulkan              | 3456      | Region Kamtschatka                | Kamtschatka                         | 53° 19′ 12″ N, 158° 41′ 18″ O | 2009                      |
|      | Koschelew Кошелев                                       | Schichtvulkan              | 1812      | Region Kamtschatka                | Kamtschatka                         | 51° 21′ 24″ N, 156° 45′ 00″ O | 1690 ± 10 Jahre           |
|      | Kostakan Костакан                                       | Schlackenkegel             | 1150      | Region Kamtschatka                | Kamtschatka                         | 53° 50′ 00″ N, 158° 03′ 00″ O | ca. 1350                  |
|      | Kosyrewski Козыревский                                  | Schildvulkan               | 2016      | Region Kamtschatka                | Kamtschatka                         | 55° 35′ 00″ N, 158° 23′ 00″ O | unbekannt                 |
|      | Kraini Крайний                                          | Schildvulkan               | 1554      | Region Kamtschatka                | Kamtschatka                         | 56° 22′ 00″ N, 159° 02′ 00″ O | unbekannt                 |
|      | Krascheninnikow Крашенинников                           | Caldera                    | 1856      | Region Kamtschatka                | Kamtschatka                         | 54° 35′ 36″ N, 160° 16′ 24″ O | ca. 1550                  |
|      | Kronozkaja Sopka Кроноцкая сопка                        | Schichtvulkan              | 3528      | Region Kamtschatka                | Kamtschatka                         | 54° 45′ 12″ N, 160° 31′ 36″ O | 1923                      |
|      | Ksudatsch Ксудач                                        | Schichtvulkan              | 1079      | Region Kamtschatka                | Kamtschatka                         | 51° 48′ 00″ N, 157° 32′ 00″ O | 1907                      |
|      | Kulkew Кулкев                                           | Schildvulkan               | 915       | Region Kamtschatka                | Kamtschatka                         | 56° 22′ 00″ N, 158° 22′ 00″ O | unbekannt                 |
|      | Kurilensee Курильское озеро                             | Caldera                    | 81        | Region Kamtschatka                | Kamtschatka                         | 51° 27′ 00″ N, 157° 07′ 00″ O | 6440 v. Chr. ± 25 Jahre   |
|      | Leutongei Леутонгей                                     | Schildvulkan               | 1333      | Region Kamtschatka                | Kamtschatka                         | 57° 18′ 00″ N, 159° 50′ 00″ O | unbekannt                 |
|      | Maly Pajalpan Малый Паялпан                             | Schildvulkan               | 1802      | Region Kamtschatka                | Kamtschatka                         | 55° 49′ 00″ N, 157° 59′ 00″ O | unbekannt                 |
|      | Maly Semjatschik Малый Семячик                          | Caldera                    | 1560      | Region Kamtschatka                | Kamtschatka                         | 54° 08′ 00″ N, 159° 40′ 00″ O | 1952                      |
|      | Maschkowzew Машковцев                                   | Schichtvulkan              | 503       | Region Kamtschatka                | Kamtschatka                         | 51° 06′ 00″ N, 156° 43′ 00″ O | unbekannt                 |
|      | Meschdusopotschny Междусопочный                         | Schildvulkan               | 1641      | Region Kamtschatka                | Kamtschatka                         | 57° 28′ 00″ N, 160° 15′ 00″ O | unbekannt                 |
|      | Mutnowski Мутновский                                    |                            | 2322      | Region Kamtschatka                | Kamtschatka                         | 52° 27′ 12″ N, 158° 11′ 42″ O | 2000                      |
|      | Nylgimelkin (Atlasowa) Ныльгимелкин (Атласова)          | Schildvulkan               | 1764      | Region Kamtschatka                | Kamtschatka                         | 57° 58′ 00″ N, 160° 39′ 00″ O | ca. 3550 v. Chr.          |
|      | Olchowy Ольховый                                        | Vulkanfeld                 | 681       | Region Kamtschatka                | Kamtschatka                         | 52° 01′ 00″ N, 157° 32′ 00″ O | unbekannt                 |
|      | Opala Опала                                             | Schichtvulkan              | 2475      | Region Kamtschatka                | Kamtschatka                         | 52° 32′ 36″ N, 157° 20′ 06″ O | 1776                      |
|      | Osernoi Озерной                                         | Schildvulkan               | 562       | Region Kamtschatka                | Kamtschatka                         | 51° 53′ 00″ N, 157° 23′ 00″ O | unbekannt                 |
|      | Ostanez Останец                                         | Schildvulkan               | 719       | Region Kamtschatka                | Kamtschatka                         | 52° 08′ 45″ N, 157° 19′ 18″ O | unbekannt                 |
|      | Ostry Острый                                            | Schichtvulkan              | 2552      | Region Kamtschatka                | Kamtschatka                         | 58° 11′ 00″ N, 160° 49′ 00″ O | ca. 2050 v. Chr.          |
|      | Otdelny Отдельный                                       | Schildvulkan               | 791       | Region Kamtschatka                | Kamtschatka                         | 52° 13′ 12″ N, 157° 25′ 42″ O | unbekannt                 |
|      | Pijp Пийп                                               | Seamount                   | -300      | Region Kamtschatka                |                                     | 55° 25′ 00″ N, 167° 20′ 00″ O | ca. 5050 v. Chr.          |
|      | Piratkowski Пиратковский                                | Schichtvulkan              | 1322      | Region Kamtschatka                | Kamtschatka                         | 52° 06′ 45″ N, 157° 50′ 55″ O | unbekannt                 |
|      | Ploski Плоский                                          | Schildvulkan               | 1236      | Region Kamtschatka                | Kamtschatka                         | 55° 12′ 00″ N, 158° 28′ 00″ O | unbekannt                 |
|      | Ploski Плоский                                          | Schildvulkan               | 1255      | Region Kamtschatka                | Kamtschatka                         | 57° 50′ 00″ N, 160° 15′ 00″ O | unbekannt                 |
|      | Pogranitschny Пограничный                               | Schildvulkan               | 1427      | Region Kamtschatka                | Kamtschatka                         | 56° 51′ 00″ N, 159° 48′ 00″ O | unbekannt                 |
|      | Romanowka Романовка                                     | Schichtvulkan              | 1442      | Region Kamtschatka                | Kamtschatka                         | 55° 39′ 00″ N, 158° 48′ 00″ O | unbekannt                 |
|      | Saosjorny Заозёрный                                     | Schildvulkan               | 1349      | Region Kamtschatka                | Kamtschatka                         | 56° 53′ 00″ N, 159° 57′ 00″ O | unbekannt                 |
|      | Sawarizki Заварицкий                                    | Schlackenkegel             | 1567      | Region Kamtschatka                | Kamtschatka                         | 53° 54′ 18″ N, 158° 23′ 06″ O | 800 v. Chr. ± 500 Jahre   |
|      | Scheltowski Желтовский                                  | Schichtvulkan              | 1953      | Region Kamtschatka                | Kamtschatka                         | 51° 34′ 00″ N, 157° 19′ 24″ O | 1923                      |
|      | Schischeika Шишейка                                     | Lavadom                    | 379       | Region Kamtschatka                | Kamtschatka                         | 57° 09′ 00″ N, 161° 05′ 00″ O | ca. 2240 v. Chr.          |
|      | Schischel Шишель                                        | Schildvulkan               | 2525      | Region Kamtschatka                | Kamtschatka                         | 57° 27′ 00″ N, 160° 22′ 00″ O | unbekannt                 |
|      | Schiwelutsch Шивелуч                                    | Schichtvulkan              | 3283      | Region Kamtschatka                | Kamtschatka                         | 56° 39′ 12″ N, 161° 21′ 36″ O | 11. April 2023            |
|      | Schmidt Шмидт                                           | Schildvulkan               | 2020      | Region Kamtschatka                | Kamtschatka                         | 54° 55′ 00″ N, 160° 38′ 00″ O | unbekannt                 |
|      | Schupanowski Жупановский                                |                            | 2958      | Region Kamtschatka                | Kamtschatka                         | 53° 35′ 24″ N, 159° 08′ 48″ O | 1959                      |
|      | Sedankinski Седанкинский                                | Schildvulkan               | 1241      | Region Kamtschatka                | Kamtschatka                         | 57° 16′ 00″ N, 160° 05′ 00″ O | 7050 v. Chr. ± 1000 Jahre |
|      | Sewerny Северный                                        | Schildvulkan               | 1936      | Region Kamtschatka                | Kamtschatka                         | 58° 17′ 00″ N, 160° 52′ 00″ O | ca. 1550 v. Chr.          |
|      | Simina Зимина                                           | Schichtvulkan              | 3081      | Region Kamtschatka                | Kamtschatka                         | 55° 51′ 42″ N, 160° 36′ 12″ O | unbekannt                 |
|      | Snegowoi Снеговой                                       | Schildvulkan               | 2169      | Region Kamtschatka                | Kamtschatka                         | 58° 12′ 00″ N, 160° 58′ 00″ O | unbekannt                 |
|      | Sneschny Снежный                                        | Schildvulkan               | 2169      | Region Kamtschatka                | Kamtschatka                         | 58° 01′ 00″ N, 160° 48′ 00″ O | unbekannt                 |
|      | Spokoiny Спокойный                                      | Schichtvulkan              | 2171      | Region Kamtschatka                | Kamtschatka                         | 58° 08′ 00″ N, 160° 49′ 00″ O | ca. 3450 v. Chr.          |
|      | Taunschiz Тауншиц                                       | Schichtvulkan              | 2353      | Region Kamtschatka                | Kamtschatka                         | 54° 32′ 00″ N, 159° 48′ 00″ O | ca. 550 v. Chr.           |
|      | Terpuk Терпук                                           | Schildvulkan               | 765       | Region Kamtschatka                | Kamtschatka                         | 57° 12′ 00″ N, 159° 50′ 00″ O | 800 v. Chr. ± 300 Jahre   |
|      | Tscherpuk Черпук                                        | Schlackenkegel             | 1868      | Region Kamtschatka                | Kamtschatka                         | 55° 33′ 00″ N, 157° 28′ 00″ O | ca. 4550 v. Chr.          |
|      | Tschorny Чёрный                                         | Schichtvulkan              | 1778      | Region Kamtschatka                | Kamtschatka                         | 56° 49′ 00″ N, 159° 40′ 00″ O | unbekannt                 |
|      | Titila Титила                                           | Schildvulkan               | 1559      | Region Kamtschatka                | Kamtschatka                         | 57° 24′ 00″ N, 160° 06′ 00″ O | ca. 550 v. Chr.           |
|      | Tolbatschik Толбачик                                    | Schildvulkan               | 3682      | Region Kamtschatka                | Kamtschatka                         | 55° 49′ 48″ N, 160° 19′ 48″ O | 2013                      |
|      | Tolmatschew Dol Толмачев Дол                            | Schlackenkegel             | 1021      | Region Kamtschatka                | Kamtschatka                         | 52° 38′ 00″ N, 157° 35′ 00″ O | 300 n. Chr. ± 150 Jahre   |
|      | Tusowski Тузовский                                      | Schildvulkan               | 1533      | Region Kamtschatka                | Kamtschatka                         | 57° 19′ 00″ N, 159° 58′ 00″ O | unbekannt                 |
|      | Udina Удина                                             | Schichtvulkan              | 2923      | Region Kamtschatka                | Kamtschatka                         | 55° 45′ 18″ N, 160° 31′ 36″ O | unbekannt                 |
|      | Uka Ука                                                 | Schildvulkan               | 1643      | Region Kamtschatka                | Kamtschatka                         | 57° 42′ 00″ N, 160° 35′ 00″ O | unbekannt                 |
|      | Uksitschan Уксичан                                      | Schildvulkan               | 1692      | Region Kamtschatka                | Kamtschatka                         | 56° 05′ 00″ N, 158° 23′ 00″ O | unbekannt                 |
|      | Uschkowski Ушковский                                    |                            | 3943      | Region Kamtschatka                | Kamtschatka                         | 56° 04′ 13″ N, 160° 28′ 12″ O | 1890                      |
|      | Uzon Узон                                               | Calderen                   | 1617      | Region Kamtschatka                | Kamtschatka                         | 54° 30′ 00″ N, 159° 58′ 00″ O | 200 n. Chr. ± 300 Jahre   |
|      | Wejer Веер                                              | Schlackenkegel             | 520       | Region Kamtschatka                | Kamtschatka                         | 53° 45′ 00″ N, 158° 27′ 00″ O | 390 n. Chr. ± 75 Jahre    |
|      | Werchowoi Верховой                                      | Schildvulkan               | 1400      | Region Kamtschatka                | Kamtschatka                         | 56° 31′ 00″ N, 159° 32′ 00″ O | unbekannt                 |
|      | Wiljutschik Вилючик                                     | Schichtvulkan              | 2173      | Region Kamtschatka                | Kamtschatka                         | 52° 42′ 00″ N, 158° 17′ 00″ O | ca. 8050 v. Chr.          |
|      | Wysoki Высокий                                          | Schichtvulkan              | 1234      | Region Kamtschatka                | Kamtschatka                         | 52° 26′ 00″ N, 157° 56′ 00″ O | unbekannt                 |
|      | Wysoki Высокий                                          | Schichtvulkan              | 2161      | Region Kamtschatka                | Kamtschatka                         | 55° 04′ 00″ N, 160° 46′ 00″ O | ca. 550 v. Chr.           |
|      | Wojampolski Воямпольский                                | Schildvulkan               | 1225      | Region Kamtschatka                | Kamtschatka                         | 58° 22′ 00″ N, 160° 37′ 00″ O | unbekannt                 |
|      | unbenannt                                               | Schildvulkan               | 450       | Region Kamtschatka                | Kamtschatka                         | 52° 55′ 00″ N, 158° 31′ 00″ O | unbekannt                 |
|      | unbenannt                                               | Schildvulkan               | 700       | Region Kamtschatka                | Kamtschatka                         | 52° 53′ 00″ N, 158° 18′ 00″ O | unbekannt                 |
|      | unbenannt                                               | Schlackenkegel             | unbekannt | Region Kamtschatka                | Kamtschatka                         | 55° 55′ 00″ N, 161° 45′ 00″ O | unbekannt                 |
|      | unbenannt                                               | Schildvulkan               | 1185      | Region Kamtschatka                | Kamtschatka                         | 56° 49′ 00″ N, 158° 57′ 00″ O | unbekannt                 |
|      | Alaid Алаид                                             | Schichtvulkan              | 2339      | Oblast Sachalin                   | Atlassow-Insel, Kurilen             | 50° 51′ 30″ N, 155° 33′ 00″ O | 1996                      |
|      | Anziferow-Insel (Schirinki) остров Анциферова (Ширинки) | Schichtvulkan              | 761       | Oblast Sachalin                   | Anziferow-Insel, Kurilen            | 50° 12′ 00″ N, 154° 59′ 00″ O | unbekannt                 |
|      | Atsonupuri Атсонупури                                   | Schichtvulkan              | 1205      | Oblast Sachalin                   | Iturup, Kurilen                     | 44° 48′ 18″ N, 147° 08′ 06″ O | 1932                      |
|      | Baranski Баранский                                      | Schichtvulkan              | 1132      | Oblast Sachalin                   | Iturup, Kurilen                     | 45° 05′ 50″ N, 148° 01′ 27″ O | 1951                      |
|      | Berga Берга                                             | Somma-Vulkan               | 1040      | Oblast Sachalin                   | Urup, Kurilen                       | 46° 04′ 12″ N, 150° 04′ 48″ O | 1973                      |
|      | Berutarube Берутарубе                                   | Schichtvulkan              | 1221      | Oblast Sachalin                   | Iturup, Kurilen                     | 44° 27′ 33″ N, 146° 56′ 11″ O | unbekannt                 |
|      | Bogatyr Богатырь                                        | Schichtvulkan              | 1634      | Oblast Sachalin                   | Iturup, Kurilen                     | 44° 49′ 59″ N, 147° 20′ 31″ O | unbekannt                 |
|      | Charimkotan Харимкотан                                  | Schichtvulkan              | 1145      | Oblast Sachalin                   | Charimkotan, Kurilen                | 49° 07′ 00″ N, 154° 30′ 30″ O | 1933                      |
|      | Demon Демон                                             | Schichtvulkan              | 1205      | Oblast Sachalin                   | Iturup, Kurilen                     | 45° 30′ 00″ N, 148° 51′ 00″ O | unbekannt                 |
|      | Ebeko Эбеко                                             | Somma-Vulkan               | 1156      | Oblast Sachalin                   | Paramuschir, Kurilen                | 50° 41′ 00″ N, 156° 01′ 00″ O | 2009                      |
|      | Ekarma Экарма                                           | Schichtvulkan              | 1170      | Oblast Sachalin                   | Ekarma, Kurilen                     | 48° 57′ 30″ N, 153° 56′ 00″ O | 1980                      |
|      | Fussa Фусса                                             | Schichtvulkan              | 1772      | Oblast Sachalin                   | Paramuschir, Kurilen                | 50° 16′ 00″ N, 155° 15′ 00″ O | 1854                      |
|      | Golez Голец                                             | Schlackenkegel             | 442       | Oblast Sachalin                   | Iturup, Kurilen                     | 45° 15′ 00″ N, 148° 21′ 00″ O | unbekannt                 |
|      | Golownin Головнин                                       | Caldera                    | 543       | Oblast Sachalin                   | Kunaschir, Kurilen                  | 43° 50′ 28″ N, 145° 30′ 31″ O | 1848                      |
|      | Gorjaschtschaja Sopka Горящая Сопка                     | Schichtvulkan              | 891       | Oblast Sachalin                   | Simuschir, Kurilen                  | 46° 50′ 00″ N, 151° 45′ 00″ O | 1914                      |
|      | Iwan Grosny Иван Грозный                                | Somma-Vulkan               | 1211      | Oblast Sachalin                   | Iturup, Kurilen                     | 45° 01′ 34″ N, 147° 55′ 19″ O | 1989                      |
|      | Iwao Ивао                                               | Schlackenkegel             | 1426      | Oblast Sachalin                   | Urup, Kurilen                       | 45° 46′ 00″ N, 149° 41′ 00″ O | unbekannt                 |
|      | Karpinski Карпинский                                    | Schlacken- und Aschenkegel | 1345      | Oblast Sachalin                   | Paramuschir, Kurilen                | 50° 08′ 00″ N, 155° 22′ 00″ O | 1952                      |
|      | Ketoi Кетой                                             | Schichtvulkan              | 1172      | Oblast Sachalin                   | Ketoi, Kurilen                      | 47° 21′ 00″ N, 152° 28′ 30″ O | 1960                      |
|      | Kolokol Колокол                                         | Schichtvulkan              | 1328      | Oblast Sachalin                   | Urup, Kurilen                       | 46° 03′ 00″ N, 150° 03′ 30″ O | unbekannt                 |
|      | Kuntomintar Кунтоминтар                                 | Schichtvulkan              | 828       | Oblast Sachalin                   | Schiaschkotan, Kurilen              | 48° 45′ 00″ N, 154° 01′ 00″ O | Pleistozän                |
|      | Lomonosowgruppe Группа Ломоносова                       | Schlackenkegel             | 1681      | Oblast Sachalin                   | Paramuschir, Kurilen                | 50° 15′ 00″ N, 155° 26′ 00″ O | unbekannt                 |
|      | Lwinaja Past Львиная Пасть                              | Schichtvulkan              | 528       | Oblast Sachalin                   | Iturup, Kurilen                     | 44° 36′ 30″ N, 146° 59′ 38″ O | 7480 v. Chr. ± 50 Jahre   |
|      | Medweschja Медвежья                                     | Somma-Vulkan               | 1125      | Oblast Sachalin                   | Iturup, Kurilen                     | 45° 23′ 12″ N, 148° 50′ 33″ O | 1999                      |
|      | Mendelejewa Менделеева                                  | Schichtvulkan              | 888       | Oblast Sachalin                   | Kunaschir, Kurilen                  | 43° 58′ 35″ N, 145° 44′ 10″ O | 1880                      |
|      | Milna Милна                                             | Somma-Vulkan               | 1540      | Oblast Sachalin                   | Simuschir, Kurilen                  | 46° 49′ 00″ N, 151° 47′ 00″ O | unbekannt                 |
|      | Nemo Немо                                               | Caldera                    | 1018      | Oblast Sachalin                   | Onekotan, Kurilen                   | 49° 34′ 00″ N, 154° 48′ 30″ O | 1938                      |
|      | Prewo Прево                                             | Schichtvulkan              | 1360      | Oblast Sachalin                   | Simuschir, Kurilen                  | 47° 01′ 00″ N, 152° 07′ 00″ O | 1825 ± 25 Jahre           |
|      | Raikoke Райкоке                                         | Schichtvulkan              | 551       | Oblast Sachalin                   | Raikoke, Kurilen                    | 48° 17′ 30″ N, 153° 15′ 00″ O | 1924                      |
|      | Rasschua Расшуа                                         | Schichtvulkan              | 956       | Oblast Sachalin                   | Rasschua, Kurilen                   | 47° 46′ 00″ N, 153° 01′ 00″ O | 1957                      |
|      | Rudakowa Рудакова                                       | Schichtvulkan              | 542       | Oblast Sachalin                   | Urup, Kurilen                       | 45° 53′ 00″ N, 149° 50′ 00″ O | unbekannt                 |
|      | Sarytschew Сарычева                                     | Schichtvulkan              | 1496      | Oblast Sachalin                   | Matua, Kurilen                      | 48° 05′ 30″ N, 153° 12′ 00″ O | 2009                      |
|      | Sawarizki-Caldera Заварицкого                           | Caldera                    | 624       | Oblast Sachalin                   | Simuschir, Kurilen                  | 46° 55′ 30″ N, 151° 57′ 00″ O | 1957                      |
|      | Sinarka Синарка                                         | Schichtvulkan              | 934       | Oblast Sachalin                   | Schiaschkotan, Kurilen              | 48° 52′ 30″ N, 154° 10′ 30″ O | 1878                      |
|      | Smirnow Смирнов                                         | Schichtvulkan              | 1189      | Oblast Sachalin                   | Kunaschir, Kurilen                  | 44° 25′ 11″ N, 146° 08′ 05″ O | unbekannt                 |
|      | Srednego-Inseln Острова Среднего                        | Submariner Vulkan          | 36        | Oblast Sachalin                   | Kurilen                             | 47° 36′ 00″ N, 152° 55′ 00″ O | unbekannt                 |
|      | Tao-Rusyr-Caldera Кальдера Тао-Русыр                    | Caldera                    | 1325      | Oblast Sachalin                   | Onekotan, Kurilen                   | 49° 21′ 00″ N, 154° 42′ 00″ O | 1952                      |
|      | Tjatja Тятя                                             | Schichtvulkan              | 1819      | Oblast Sachalin                   | Kunaschir, Kurilen                  | 44° 21′ 03″ N, 146° 15′ 23″ O | 2010                      |
|      | Tri Sestry Три сестры                                   | Schichtvulkan              | 998       | Oblast Sachalin                   | Urup, Kurilen                       | 45° 56′ 00″ N, 149° 55′ 00″ O | unbekannt                 |
|      | Tschikuratschki Чикурачки                               | Schichtvulkan              | 1816      | Oblast Sachalin                   | Paramuschir, Kurilen                | 50° 19′ 30″ N, 155° 27′ 30″ O | 2008                      |
|      | Tschirinkotan Чиринкотан                                | Schichtvulkan              | 724       | Oblast Sachalin                   | Tschirinkotan, Kurilen              | 48° 59′ 00″ N, 153° 29′ 00″ O | 2004                      |
|      | Tschirip Чирип                                          | Schichtvulkan              | 1587      | Oblast Sachalin                   | Iturup, Kurilen                     | 45° 20′ 17″ N, 147° 55′ 30″ O | ca. 1860                  |
|      | Tschornyje-Bratja-Inseln Чёрные Братья                  | Caldera                    | 742       | Oblast Sachalin                   | Tschirpoi/Brat Tschirpojew, Kurilen | 46° 31′ 30″ N, 150° 52′ 30″ O | 1982                      |
|      | Urataman Уратаман                                       | Somma-Vulkan               | 678       | Oblast Sachalin                   | Simuschir, Kurilen                  | 47° 07′ 00″ N, 152° 15′ 00″ O | unbekannt                 |
|      | Uschischir Ушишир                                       | Caldera                    | 401       | Oblast Sachalin                   | Jankitscha/Ryponkitscha, Kurilen    | 47° 31′ 00″ N, 152° 48′ 00″ O | 1884                      |
|      | Wernadskirücken Хребет Вернадского                      | Schlackenkegel             | 1183      | Oblast Sachalin                   | Paramuschir, Kurilen                | 50° 33′ 00″ N, 155° 58′ 00″ O | unbekannt                 |
|      | Asas Азас                                               | Vulkanfeld                 | 2765      | Tuwa                              |                                     | 52° 31′ 00″ N, 098° 36′ 00″ O | unbekannt                 |
|      | Elbrus Эльбрус                                          | Schichtvulkan              | 5642      | Kabardino-Balkarien               |                                     | 43° 20′ 00″ N, 042° 27′ 00″ O | 50 n. Chr. ± 50 Jahre     |
|      | Okaplateau Окинское плато                               | Schlackenkegel             | 2077      | Burjatien                         |                                     | 52° 42′ 00″ N, 098° 59′ 00″ O | unbekannt                 |
|      | Sichote-Alin Сихотэ-Алинь                               | Vulkanfeld                 | 2077      | Region Chabarowsk/Region Primorje |                                     | 47° 00′ 00″ N, 137° 30′ 00″ O | unbekannt                 |
|      | Tunkabecken Тункинская котловина                        | Vulkanfeld                 | 1200      | Burjatien                         |                                     | 51° 30′ 00″ N, 102° 30′ 00″ O | unbekannt                 |
|      | Udokan Удокан                                           | Vulkanfeld                 | 2180      | Region Transbaikalien             |                                     | 56° 17′ 00″ N, 117° 46′ 00″ O | 220 v. Chr. ± 50 Jahre    |
|      | Witimplateau Витимское плоскогорье                      | Vulkanfeld                 | 1250      | Burjatien                         |                                     | 53° 42′ 00″ N, 113° 18′ 00″ O | unbekannt                 |